# HD 110458
HD 110458 är en ensam stjärna  belägen i den mellersta delen av stjärnbilden Kentauren som också har Bayer-beteckningen w Centauri. Den har en skenbar magnitud av ca 4,66 och är svagt synlig för blotta ögat där ljusföroreningar ej förekommer. Baserat på parallaxmätning inom Hipparcosuppdraget på ca 17,1 mas, beräknas den befinna sig på ett avstånd på ca 191 ljusår (ca 112 parsek) från solen. Den rör sig närmare solen med en heliocentrisk radialhastighet på ca -12 km/s. Baserat på dess rörelse genom rymden listade O. J. Eggen, 1972, den som förmodligen ingående i Hyaderna.

## Egenskaper
HD 110458 är en orange till gul jättestjärna av spektralklass K0 III.  Den har en massa som är ca 1,7 solmassor, en radie som är ca 12 solradier och har ca 61 gånger solens utstrålning av energi från dess fotosfär vid en effektiv temperatur av ca 4 700 K.